# Congo Belga
O Congo Belga (em francês:  Congo Belge; em neerlandês: Belgisch-Kongoⓘ) foi, a partir de 15 de novembro de 1908, o território administrado pelo Reino da Bélgica na África. Nessa data, o Estado Livre do Congo deixou de ser uma possessão pessoal de Leopoldo II, que a ela renunciou formalmente, sob a forte pressão internacional que se seguiu à revelação de um dos regimes coloniais mais infames da história. O Congo foi então anexado como colônia da Bélgica, passando a ser conhecido como Congo Belga.

## História
O Congo Belga existiu até a independência do Congo, em 30 de junho de 1960, quando o país passou a se chamar República do Congo (Léopoldville). Essa denominação permaneceu até 1º de agosto de 1964, quando foi alterada para República Democrática do Congo de maneira a se distinguir da vizinha República do Congo (conhecida como Congo-Brazzaville), o antigo Congo francês.
Em 1971, durante o governo de Mobutu Sese Seko, o país passou a se chamar República do Zaire. A partir de 1997, após a derrubada de Mobutu, a denominação República Democrática do Congo foi restaurada, permanecendo desde então.

## Relações contemporâneas entre o Congo e a Bélgica

### Pedidos de descolonização do espaço público
Há muitos monumentos na Bélgica que glorificam o passado colonial belga. A maioria deles datam do período entre guerras, no auge da propaganda patriótica.
Tem havido várias propostas para retirar as estátuas do espaço público. Estas exigências de descolonização do espaço público aparecem na Bélgica já em 2004 em Ostende, onde a mão de um dos "congoleses gratos" representados no monumento Leopoldo II é serrada para denunciar as execuções do rei no Congo, e já em 2008 em Bruxelas, onde um activista chamado Théophile de Giraud cobre a estátua equestre de Leopoldo II com tinta vermelha.
Estas acções intensificaram-se durante os anos 2010 com a emergência de grupos de acção, a publicação de artigos nos jornais e, finalmente, o caso do busto de "Tempestades Gerais".
O clímax é atingido em 2020, na sequência de manifestações contra o racismo e a violência policial na sequência da morte de George Floyd, morto pela polícia em 25 de maio de 2020 em Minneapolis, nos Estados Unidos. A 4 de Junho de 2020, os partidos maioritários da Região Bruxelas-Capital apresentaram uma resolução que visava a descolonização do espaço público na região de Bruxelas e depois iniciou uma onda de raptos e degradações de estátuas, tais como as estátuas de Leopoldo II na Universidade de Mons, Ekeren, Bruxelas, Auderghem, Ixelles e Arlon, ou o busto de rei Balduíno em frente da catedral de Saints Michel e Gudule em Bruxelas.
- Persistência de monumentos coloniais no espaço público

"Persistência
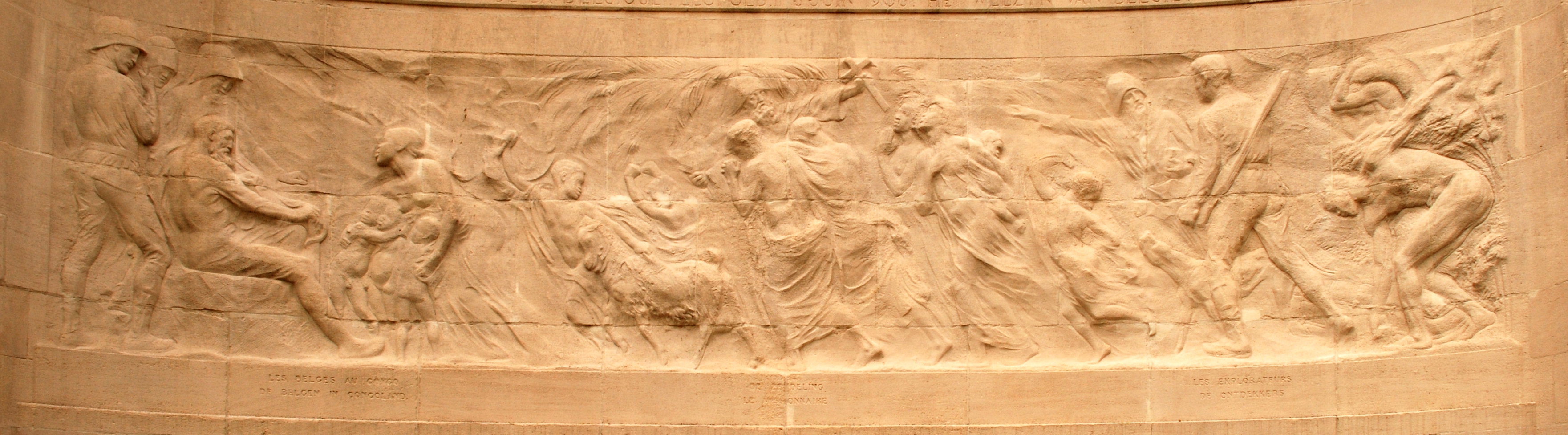
Friso « Os belgas no Congo » (Monumento aos pioneiros belgas no Congo, Parque do Cinquentenário, Bruxelas).
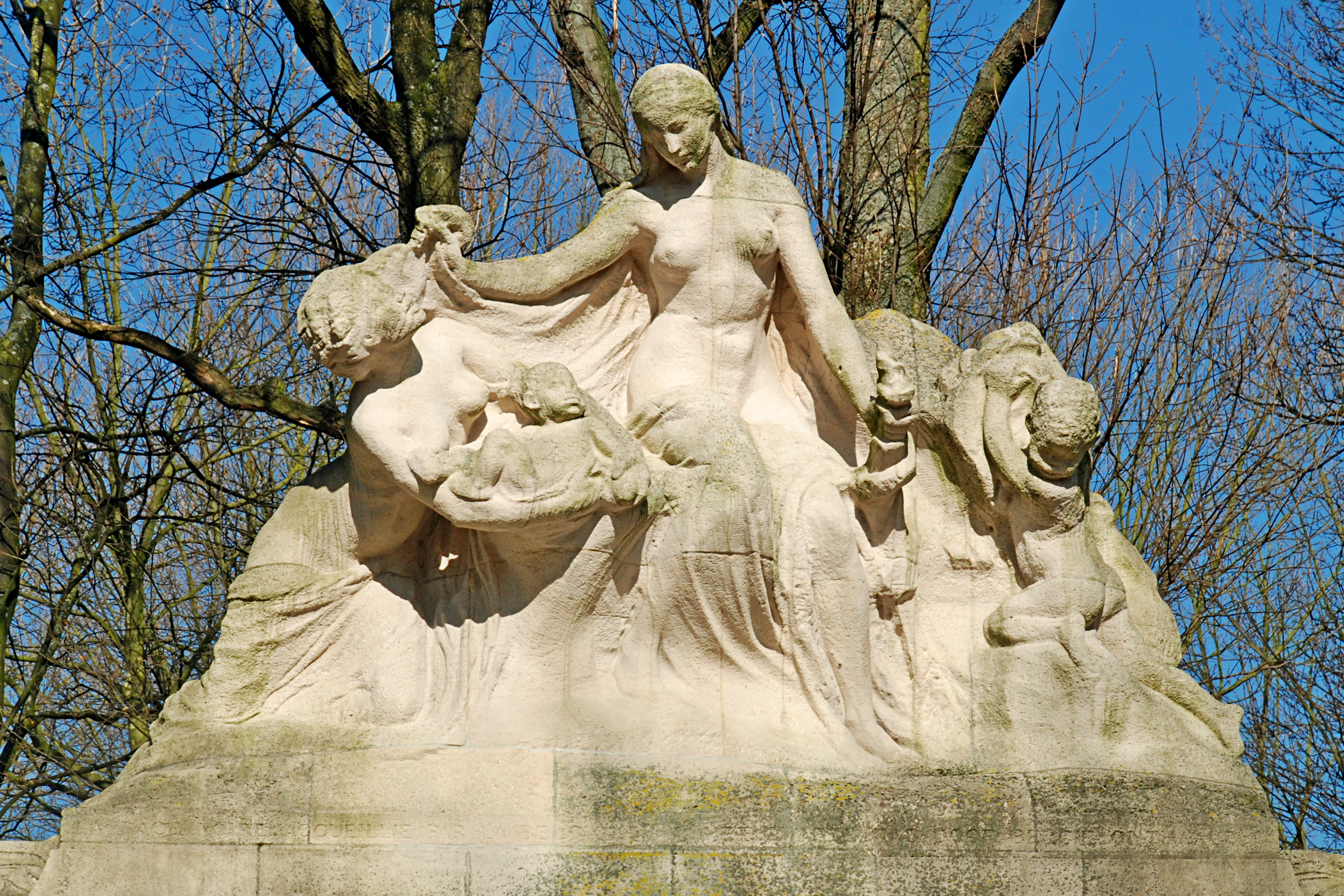
« A raça negra acolhida pela Bélgica » (Monument to the Belgian pioneers in Congo, Cinquentenário, Bruxelas).
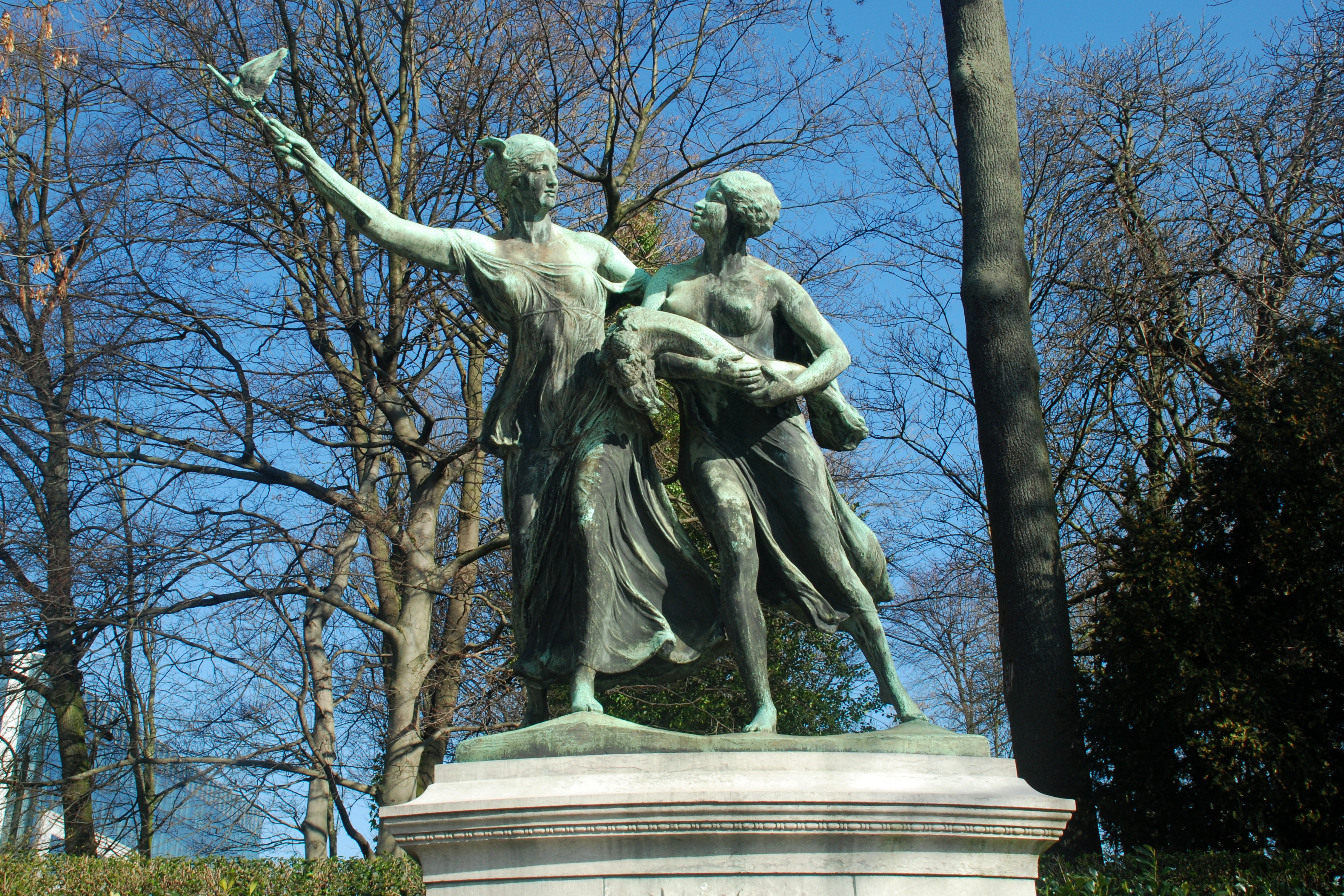
« O génio belga que guia o Congo » (Monument General Thys, Cinquentenário, Bruxelas).

### Lamentos Reais
Em 30 de junho de 2020, o Rei Filipe expressou o seu pesar pelo reinado de Leopoldo II e depois pela Bélgica no Congo numa carta ao Presidente congolês. Os arrependimentos, porém, não são tão fortes como desculpas.